# Варијантност
Варијантност битна одлика изражавања народне књижевности кроз варијанте (иначице) као особени тип усмене комуникације. 
Променљивост је последица процеса настанка и преношења народних умотворина. У ширем смислу, варијанта је свако извођење дела пред публиком. Због непосредног контакта певача/казивача са слушаоцима и околности импровизације, ,,текст" је непоновљив. На жанровско-тематском нивоу, варијанта се одређује као творевина зависна од другог усменог дела (праваријанте"), од којег преузима структурне и саржајне особености. Могуће је пратити варијације у оквирима истог поетичког система.
Као последица памћења и симултаности стварања/рецепције, варијантност зависи од: преношења ,,текста" кроз генерације и културне зоне; талента стваралаца; контекста извођења, намене и стилске уобличености дела; жанровских норми. На варијантност утиче заинтересованост слушалаца за тему, јунака, па и усмени жанр. Када су догађаји и личности од ширег националног значаја, варијанте се преносе током дугог временског интервала. Усмено памћење открива тада честе анахронизме, а некада се варира и карактеризација ликова, условљена тренутком и простором бележења, условима живота, схватањима одређене (социјалне, етничке, конфесионалне) групе, духовном и материјалном културом. Te су промене уочљиве и при поређењу варијаната које истовремено настају у различитим срединама.
Усмени ствараоци су условљени колективним ставовима и погледом на свет. Али, не смеју се занемарити појединачни афинитети и таленат, важан за обликовање ,,текста", чије естетске домете вреднују слушаоци.
До промена долази и због удела жанровских норми при обради мотива. Мада се наративно језгро стабилно одржава и у интернационалном фонду, сиже се реализује према локалним схватањима. 
Дијахронијске (временске) варијанте настају као последица преношења усмених садржаја кроз време. Многе популарне теме, мотиви, сижеи, ликови опевани су у различитим варијантама. Даровитост, таленат појединих извођача, као и простор и околности извођења такође утичу на појаву варијанти. 
Жанровске варијанте се одликују тиме да се исти мотив појављује у делима различитих књижевних врста. 